# Pedro Roque Favier
Pedro Roque Favier (ur. 13 marca 1968, zm. 24 maja 2015 w Hawanie) – kubański zapaśnik w stylu klasycznym. Złoty medal mistrzostw świata w 1987 i igrzysk panamerykańskich w 1987. Czterokrotny medalista mistrzostw panamerykańskich, złoto w latach 1986–1988. Drugi w Pucharze Świata w 1986; trzeci w 1987. Mistrz świata juniorów z 1986 roku.